# King Macarella
King Macarella, он же Шохрух Сираджев, — один из самых востребованных ди-джеев Узбекистана, родился 7 ноября 1997 года в Ташкенте.
Его отличает уникальный стиль: в своих треках он сочетает узбекский колорит с современными битами.

## Почему именно “King Macarella”?
Имя Шохрух сокращается до «Шох», что в переводе с узбекского значит «король» (King).
Фамилия Сираджев созвучна со словом «сыр», что навело на ассоциацию с сортом сыра «Macarella».
Так и появился псевдоним — King Macarella.

## Почему именно национальная музыка?
Шохрух Сираджев обожает узбекский колорит.
Однажды на узбекской свадьбе его настолько вдохновила игра национальных инструментов, что он решил попробовать соединить узбекские мотивы с современным битом. Так родилась идея, которая позже легла в основу его треков.

## С чего все началось?
«Диджейство в планах у меня вообще не было. Я хотел стать программистом, архитектором...
Всё началось после того, как в 2015 году посмотрел фильм “128 ударов сердца в минуту”.

Этот фильм стал для меня толчком — он вдохновил и дал мотивацию. Я увидел, как человек без образования создаёт музыку и выступает перед тысячами людей».
— Шохрух Сираджев
Первые выступления King Macarella проводил бесплатно в разных заведениях, набираясь опыта. Со временем ему начали оплачивать дорогу, а затем он постепенно стал зарабатывать на своих сетах. Позже он начал организовывать собственные вечеринки, где сформировалась его аудитория, которая поддерживает артиста до сих пор.

## Дискография
На данный момент в репертуаре артиста — 5 альбомные работы и 5 EP, а также множество синглов. Во всех без исключения проектах звучат национальные нотки, которые позволяют слушателю погрузиться в атмосферу узбекского колорита.
В 2023 году был представлен сборник ремиксов на мировые хиты, ставший популярным не только в Узбекистане, но и за его пределами.
Сейчас ведётся активная работа над новыми ремиксами и подготовкой следующих альбомов.
| Год  | Название альбома |
| ---- | ---------------- |
| 2018 | Do'ppi           |
| 2021 | Afsona Milliy    |
| 2022 | Tandir           |
| 2023 | Sumalak          |
| 2024 | Aylansin         |

## Сольные концерты
На протяжении трёх лет King Macarella проводит сольные концерты в Ташкенте. Эти события невозможно сравнить с обычными выступлениями — каждый концерт уникален и несёт зрителям особую историю. За каждым шоу стоит огромный труд, и в каждое из них артист вкладывает душу.
По праву, каждый сольный концерт становится ярким и неповторимым событием. В 2023 году команда Шохруха реализовала амбициозную идею на сольном концерте "Yor-Yor'23" — впервые в Узбекистане был использован 6-тонный экран на потолке. Этот проект стал поводом для особой гордости и показал, насколько серьёзно артист относится к своему делу.
После концерта 2023 года Шохрух почувствовал невероятный заряд мотивации и понял, что дальше команда будет работать ещё усерднее, чтобы поднимать планку всё выше и выше.
На третьем сольном концерте "Bayram'24" King Macarella представил абсолютно новую программу, вдохновлённую узбекской культурой. Часть выступления прошла в сотрудничестве с симфоническим оркестром Bravo, живое звучание которого добавило глубину и мощь его оригинальным трекам, наполненным национальным колоритом.
Зрители полностью погрузились в магию этих композиций и отправились в увлекательное путешествие в мир узбекских традиций. Это было не просто концертное выступление, а настоящее культурное погружение в дух Узбекистана.

## Узбекистан – отправная точка
Я безумно рад, что наша музыка становится популярной не только в Узбекистане, но и в странах ближнего и дальнего зарубежья. Для нас большая гордость осознавать, что узбекская музыка покоряет сердца людей!
В последнее время мы выступили в ряде стран, среди которых — Великобритания, Франция, Казахстан, Таджикистан и Кыргызстан.